# Zelfs je naam is mooi
Zelfs je naam is mooi is een nummer van de Nederlandse zanger Henk Westbroek. Het werd in mei 1998 op single uitgebracht, en werd vervolgens zijn grootste hit.

## Aanleiding
Westbroek was sinds het uit elkaar gaan van Het Goede Doel een weinig succesvolle solocarrière begonnen. Zijn platenmaatschappij, Mercury, vond dat het in 1998 tijd werd dat er een grote hit werd gescoord. Van het nieuwe album Westbroek werd in februari van dat jaar de single Loods me door de storm uitgebracht. Hoewel het nummer en de videoclip door radio en televisie werden uitgezonden, strandde de single op nummer 2 in de Tipparade. De single was zelfs in week 11 van 1998 de 262e Megahit op Radio 3FM en bereikte een bescheiden 52e positie in de Mega Top 100.
Als laatste kans werd Zelfs je naam is mooi op 22 mei 1998 uitgebracht. Al snel bleek dat ook dit nummer geen hit werd, waarop Westbroeks contract werd ontbonden. Twee maanden later begon de single door veel "airplay" op de Nederlandse radiozenders alsnog aan te slaan. De single kwam op 30 mei 1998 binnen op een 94e positie van de Mega Top 100 op Radio 3FM. De weken daarna ging de single langzaam omhoog in de publieke hitlijst, tot het op 19 september de 7e positie bereikte. Zelfs je naam is mooi lag toen al vijf maanden in de winkels. De single bleef rustig in de top 20 bungelen en verdween op 13 maart 1999 uit de Mega Top 100 en had toen 41 weken in de lijst gestaan. Mercury had ondertussen al een lijmpoging met Westbroek gedaan, maar die weigerde.
Door de ballade stond Westbroek plotseling weer volop in de belangstelling. In februari 1999 bracht hij ter gelegenheid van Valentijnsdag een speciale editie van de single uit. Hierbij werd de naam Julia weggelaten. Ook nam Westbroek vijftien versies op met daarin de naam verwerkt van winnaars van een prijzenactie. De naam Julia wordt overigens alleen aan het einde van het lied één keer gezongen. Door de naam wordt het lied ook weleens onjuist Zelfs je naam is mooi (Julia) of gewoon Julia genoemd.
Het feit dat de single meer dan een half jaar in zowel de Nederlandse Top 40 op Radio 538 en de Mega Top 100 op Radio 3FM stond genoteerd, is uniek. Het was al sinds de jaren '60 en '70 niet meer voorgekomen dat een single zo lang (33 weken en 41 weken) genoteerd stond. De single staat dan ook in de top 100 van succesvolste hits in de Nederlandse Top 40 aller tijden. Het was de derde grootste hit van 1998, maar wanneer daar de punten voor de maanden in 1999 bij waren opgeteld was het de nummer 1.
In de Mega Top 100 van 1998, gebaseerd op verkoopcijfers, staat Zelfs je naam is mooi op de 21e positie.
In België werd de single destijds wel regelmatig gedraaid op de radio, maar bereikte desondanks zowel de Vlaamse Ultratop 50 als de Vlaamse Radio 2 Top 30 niet.

## Versies
In 2011 nam Jan Smit het als B-kant op voor zijn single Hou je dan nog steeds van mij.
In 2014 maakte de Nederlandse dj Sam Feldt samen met De Hofnar een deephouse-remix van het nummer, getiteld Zolang ik jou heb. Eerder bestond er al een instrumentale versie van het nummer. Westbroeks dochter tipte haar vader, en vervolgens heeft hij contact opgenomen met Feldt en De Hofnar.

## Hitnoteringen

### NPO Radio 2 Top 2000
Het nummer is een jaarlijks terugkerende hitnotering in de Top 2000 van NPO Radio 2.

| Nummer met noteringen in de NPO Radio 2 Top 2000 | '99 | '00 | '01 | '02 | '03 | '04 | '05 | '06 | '07 | '08 | '09 | '10 | '11 | '12 | '13 | '14 | '15 | '16 | '17 | '18 | '19 | '20 | '21 | '22 | '23 | '24 |
| ------------------------------------------------ | --- | --- | --- | --- | --- | --- | --- | --- | --- | --- | --- | --- | --- | --- | --- | --- | --- | --- | --- | --- | --- | --- | --- | --- | --- | --- |
| Zelfs je naam is mooi                            | 137 | 129 | 210 | 171 | 97  | 144 | 122 | 96  | 124 | 113 | 190 | 141 | 232 | 260 | 320 | 340 | 380 | 514 | 526 | 659 | 546 | 715 | 788 | 796 | 791 | 777 |

1. ↑  Een vetgedrukt getal geeft de hoogste notering aan.

### Evergreen Top 1000[3]
| Evergreen Top 1000 "Zelfs Je Naam Is Mooi" | Evergreen Top 1000 "Zelfs Je Naam Is Mooi" | Evergreen Top 1000 "Zelfs Je Naam Is Mooi" | Evergreen Top 1000 "Zelfs Je Naam Is Mooi" | Evergreen Top 1000 "Zelfs Je Naam Is Mooi" | Evergreen Top 1000 "Zelfs Je Naam Is Mooi" | Evergreen Top 1000 "Zelfs Je Naam Is Mooi" | Evergreen Top 1000 "Zelfs Je Naam Is Mooi" | Evergreen Top 1000 "Zelfs Je Naam Is Mooi" | Evergreen Top 1000 "Zelfs Je Naam Is Mooi" | Evergreen Top 1000 "Zelfs Je Naam Is Mooi" | Evergreen Top 1000 "Zelfs Je Naam Is Mooi" | Evergreen Top 1000 "Zelfs Je Naam Is Mooi" | Evergreen Top 1000 "Zelfs Je Naam Is Mooi" | Evergreen Top 1000 "Zelfs Je Naam Is Mooi" | Evergreen Top 1000 "Zelfs Je Naam Is Mooi" |     |
| Jaar                                       | '08                                        | '09                                        | '10                                        | '11                                        | '12                                        | '13                                        | '14                                        | '15                                        | '16                                        | '17                                        | '18                                        | '19                                        | '20                                        | '21                                        | '22                                        | '23 |
| ------------------------------------------ | ------------------------------------------ | ------------------------------------------ | ------------------------------------------ | ------------------------------------------ | ------------------------------------------ | ------------------------------------------ | ------------------------------------------ | ------------------------------------------ | ------------------------------------------ | ------------------------------------------ | ------------------------------------------ | ------------------------------------------ | ------------------------------------------ | ------------------------------------------ | ------------------------------------------ | --- |
| Positie                                    | -                                          | -                                          | -                                          | -                                          | -                                          | -                                          | -                                          | -                                          | 109                                        | 85                                         | 187                                        | 95                                         | 90                                         | 139                                        | 209                                        | 169 |